# جون أندرو بوكانان
جون أندرو بوكانان (بالإنجليزية: John Andrew Buchanan)‏ هو محامي وقاضي وسياسي أمريكي، ولد في 2 أكتوبر 1863، وتوفي في 22 ديسمبر 1935. انتخب عضو مجلس نواب أوريغون.